# Shinrin yoga

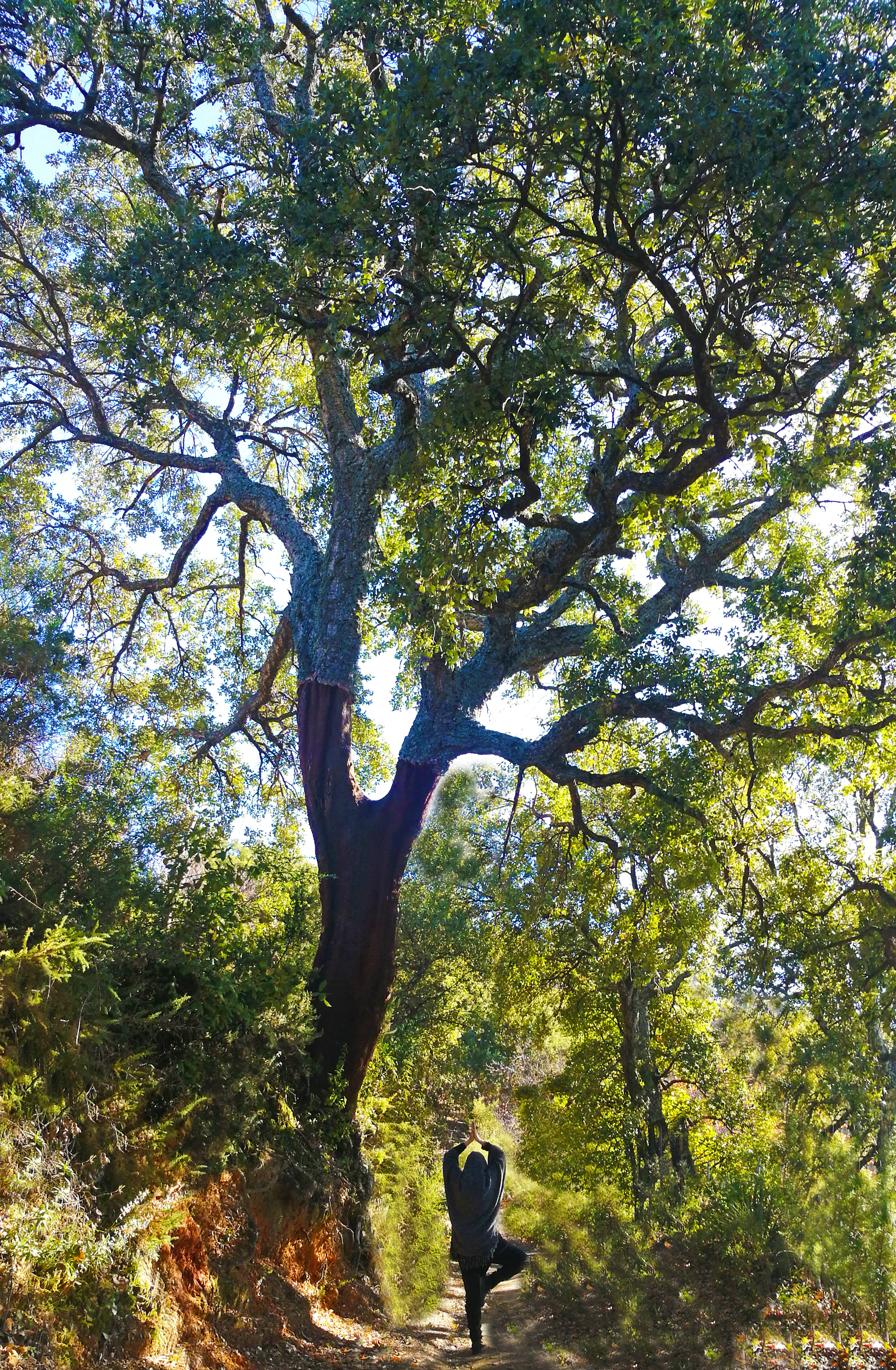
Shinrin Yoga, yoga de bosque (2008)

Shinrin Yoga, o Yoga de bosque, es una modalidad de terapia de yoga cuya característica principal es el lugar donde se realiza, que expone los sistemas sensoriales del cuerpo a la multitud de estímulos de la naturaleza, al estar en contacto dentro de una atmósfera de bosque.
Se trata de una práctica popular en España y a nivel internacional, donde se la conoce como shinrin yoga (森林ヨガ) en japonés, Shinrin (森林) significa bosque, (ヨガ) significa yoga. 
La unión de baño de bosque y la actividad física del yoga, han avalado esta terapia desarrollada en espacios forestales, abordando los beneficios fisiológicos y de salud mental adicionales cuando se realiza yoga en un ambiente forestal.

## Actividad
El yoga es una práctica milenaria que cuenta con unos 500 millones de practicantes en el mundo es un método de autodesarrollo, equilibrio y bienestar. La práctica de esta especialidad de yoga se realiza en una atmósfera de bosque, con ejercicios de respiración pranayama, que es una de las fases centrales del yoga, la ciencia del control de la respiración. 
También existe una modalidad de yoga de bosque terapéutico, específico para las personas que no pueden practicarlo por lesiones o enfermedades. 
En cuanto a los beneficios del yoga para la salud física y mental cabe destacar que no solo se logran y funcionan durante su práctica, sino que sus efectos beneficiosos duran varias semanas. 
Los bosques y el yoga aportan energía física y mental, ya que no solo tiene beneficios físicos, sino que al realizarse al aire libre, se inhala oxígeno puro para beneficio de las células y ayuda a la prevención contra enfermedades, reforzando el sistema inmunológico. 
También a nivel celular se ha demostrado que las personas rebajan los niveles de cortisol (una hormona relacionada con el estrés) después de exponerse a una atmósfera de bosque se comprobaron unos mayores niveles de dopamina, serotonina y endorfinas la (hormona de la felicidad).
Numerosos estudios ofrecen indicadores cuantitativos y cualitativos que afectan positivamente el bienestar psicológico. 
El shinrin yoga es una modalidad de yoga conocido por su asociación directa con las terapias en baño de bosque, una simbiosis de los beneficios que aporta el bosque y el equilibrio del  yoga, influye con la respiración unido con el movimiento y las posturas corporales.
Investigaciones adicionales destinadas a mejorar los efectos del yoga, sugieren que los espacios forestales facilitan la actividad, y proporcionan beneficios para la salud.
La calidad de los espacios forestales está asociada con la salud, ya que la biodiversidad (es decir, la variedad de especies de plantas y animales que están presentes en el medio ambiente) mejora los beneficios psicológicos.
Esta actividad de ejercicio ecológico también mejoran la autoestima y las sub-escalas del estado de ánimo negativo, como la tensión, la ira y la depresión. 
Los estudios científicos realizados hasta la fecha avalan los beneficios de shinrin yoga. Estos han demostrado que la práctica de yoga de bosque afecta positivamente, fortaleciendo nuestro sistema inmune, sistema nervioso central y se consigue un aumento de las células nk, (células antitumorales) claves para reforzar el sistema inmunológico.
Los efectos sobre la oxigenación celular mejoran, ya que al respirar aire puro el cuerpo absorbe oxígeno y favorece la función celular, eliminando las toxinas del organismo. El oxígeno refuerza nuestro sistema inmune y hay una asociación positiva con el funcionamiento del nervio vago, el más largo del sistema nervioso autónomo y responsable del funcionamiento inconsciente del cuerpo como la respiración, la circulación y la digestión.

## Historia
La definición shinrin yoga o yoga de bosque, fue acuñada en el año 2008 por A. Sánchez, jefa del comité de salud forestal y asistente adjunto de la (IFM) International Forest Medicine, y pionera en el mundo para definir la actividad del yoga que desarrollaba en espacios forestales. Bajo la óptica de la medicina de bosque y la actividad física del yoga se avaló esta terapia por sus beneficios al ser desarrollada en espacios forestales, abordando los beneficios fisiológicos y de salud mental adicionales cuando se realizaba yoga en un ambiente forestal.
Con la base en el shinrin yoku o baño de bosque, desde el año 2008 se fundó una modalidad de yoga denominándose shinrin-yoga (森林ヨガ) o yoga de bosque.   

## Lectura adicional
- Park, Bum Jin; Yuko Tsunetsugu; Tamami Kasetani; Takahide Kagawa; Yoshifumi Miyazaki (2 de mayo de 2010). «The physiological effects of Shinrin-yoku (taking in the forest atmosphere or forest bathing): evidence from field experiments in 24 forests across Japan». Environmental Health and Preventive Medicine 15 (1): 18-26. PMC 2793346. PMID 19568835. doi:10.1007/s12199-009-0086-9. Park, Bum Jin; Yuko Tsunetsugu; Tamami Kasetani; Takahide Kagawa; Yoshifumi Miyazaki (2 de mayo de 2010). «The physiological effects of Shinrin-yoku (taking in the forest atmosphere or forest bathing): evidence from field experiments in 24 forests across Japan». Environmental Health and Preventive Medicine 15 (1): 18-26. PMC 2793346. PMID 19568835. doi:10.1007/s12199-009-0086-9.